# 歩兵第89連隊
歩兵第89連隊（ほへいだい89れんたい、歩兵第八十九聯隊）は、大日本帝国陸軍の連隊のひとつ。

## 沿革
- 1939年（昭和14年）

5月 - 編成下令
10月25日 - 軍旗拝受、第3大隊は編成未完のまま
11月 - 満洲帝國東安に移駐
- 1940年（昭和15年）3月 - 第3大隊編成完結
- 1944年（昭和19年）

2月から3月 - 第3大隊が中部太平洋方面第1派遣隊に加わりポナペ島に向かう事となるがサイパン島へ変更となる
3月19日 - 第3大隊はサイパン島に上陸
6月 - アメリカ軍と交戦するも総員玉砕
7月6日 - 動員下令、沖縄へ移駐する
8月5日 - 那覇に上陸
- 1945年（昭和20年）
- 4月1日 - アメリカ軍が沖縄に上陸を開始。連隊は西原村の運玉森陣地で防御にあたり、弾薬が尽きると手りゅう弾と銃剣による白兵突撃を行い多くの犠牲を出した[1]。これ以降首里付近で激戦を繰り広げる
- 6月 - 首里一帯はアメリカ軍の制圧下に入る。沖縄県島尻郡糸満町の与座岳に退却。
- 6月19日、連隊長・大佐金山均が自決。隷下の将兵はほぼ全員が戦没。
- 6月24日 軍旗を歩兵第22連隊のそれと共に沖縄県島尻郡糸満町宇江城の第24師団司令部にて奉焼し、本連隊は終焉した。

## 歴代連隊長
| 代 | 氏名     | 在任期間              | 備考 |
| -- | -------- | --------------------- | ---- |
| 1  | 瓦田隆根 | 1939.10.10 -          |      |
| 2  | 後藤俊蔵 | 1941.3.1 -            |      |
| 末 | 金山均   | 1943.11.1 - 1945.6.19 | 自決 |